# St. Johann (Badenia-Wirtembergia)
 St. Johann, Sankt Johann – miejscowość i gmina w Niemczech, w kraju związkowym Badenia-Wirtembergia, w rejencji Tybinga, w regionie Neckar-Alb, w powiecie Reutlingen. Leży w Jurze Szwabskiej, ok. 10 km na południowy wschód od centrum Reutlingen.

## Dzielnice
W wyniku reformy administracyjnej z 1975 gminy Bleichstetten, Gächingen, Lonsingen, Ohnastetten, Würtingen i Upfingen zostały połączone w jedną gminę o nazwie St. Johann, przy czym gminy stały się dzielnicami, a siedzibę ulokowano z centralnym miejscu - Würtingen.